# Lampsilis radiata
Lampsilis radiata är en musselart som först beskrevs av Gmelin 1791.  Lampsilis radiata ingår i släktet Lampsilis och familjen målarmusslor.

## Underarter
Arten delas in i följande underarter:
- L. r. radiata
- L. r. conspicua